# Скворцов, Константин Васильевич
Константин Васильевич Скворцо́в (род. 13 апреля 1939, Тула) — русский писатель, поэт. Мастер драматической поэзии. Окончил Челябинский институт механизации и электрификации сельского хозяйства и Высшие литературные курсы. Член Международного сообщества писательских союзов. Сопредседатель Правления Союза писателей России. Участник съездов писателей СССР и РСФСР. Действительный член Петровской академии наук и искусств. Автор двадцати пьес в стихах. Живёт в Москве.

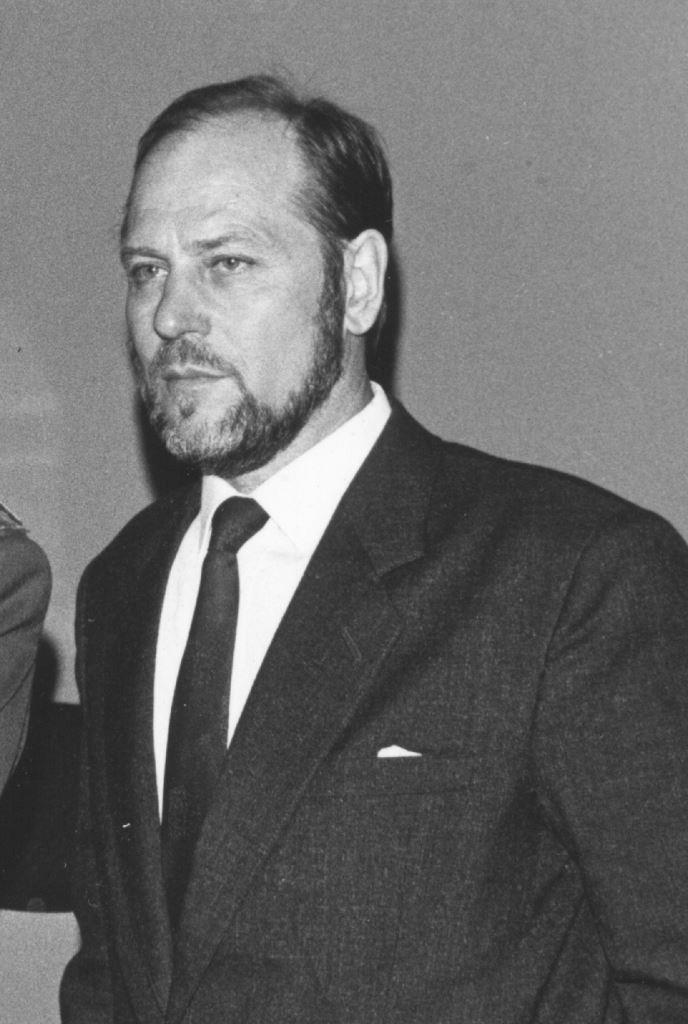

На стихи Скворцова написали песни композиторы: В. А. Брусс, А. С. Днепров, Ю. М. Клепалов, Ю. В. Коломников, Е. Н. Птичкин, В. И. Ярушин; их исполняли певцы: Л. Г. Зыкина, И. Д. Кобзон, А. П. Литвиненко, Т. Ю. Петрова, Вахит Хызыров, В. Ярушин и др.

## Биография
Константин Васильевич родился в Туле 13 апреля 1939 года. В 1956 году окончил среднюю школу № 27 в городе Златоусте.
В 1961 году закончил Челябинский институт механизации и электрификации сельского хозяйства (ныне агроинженерный университет) по специальности инженер-механик.
В 1961—1962 годах работал механиком совхоза «Красный партизан» Бай-Хаакского района Тувинской АССР. В 1962—1969 годах работал механиком в 7-м цехе Челябинского трубопрокатного завода.
В 1969 году К. В. Скворцов принят в Союз писателей СССР.
В 1975 году окончил Высшие литературные курсы при Литературном институте им. М. Горького.
В 1975 году Константина Васильевича избрали ответственным секретарем Челябинской областной писательской организации.
В 1986 году Скворцов избран секретарем правления Союза писателей СССР.
С 1997 года Константин Васильевич — сопредседатель правления Союза писателей России.

## Драматургические произведения
- «Ущелье крылатых коней» (1972)[2][3]
- «Отечество мы не меняем»[4][5]
- «Алёна Арзамасская»[6]
- «Ванька Каин»[7][8]
- «Игра в шашки шахматными фигурами» («Гришка Распутин»)[9]
- «Легенда о белом дереве»[10][11]
- «Ментуш»[12][13]
- «Дар Божий»[14]
- «Царские игры» (Сцены Смутного времени)[15][16]
- «Георгий Победоносец. Обретение веры»[17]
- «Иоанн Златоуст. Крестный путь Святителя»[17]
- «Константин Великий. Сим победиши!»[17]
- «Юлиан Отступник»[17]
- «Пока есть музыка и память»[18]
- «Кибальчич» (1978)[19]
- «Бестужев-Марлинский»[20][21]
- «Смутное время»[22]
- «Западная трибуна»[23]

## Награды и премии
- 1976 — награждён орденом «Знак Почёта»
- 1986 — лауреат премии им. А. И. Фатьянова
- 1989 — награждён нагрудным знаком «За заслуги перед польской культурой»
- 1992 — звание «Человек года» (Кембриджский университет)
- 1996 — лауреат премии II артиады России
- 2000 — лауреат премии им. М. Ю. Лермонтова
- 2001 — лауреат премии форума «Общественное признание»
- 2002 — лауреат премии им. Э. Ф. Володина
- 2004 — лауреат народной премии «Светлое прошлое»
- 2005 — лауреат премии им. М. Н. Алексеева
- 2010 — лауреат премии им. А. Т. Твардовского
- 2010 — лауреат премии им. С. Т. Аксакова
- 2005 — лауреат «Большой литературной премии России» Союза писателей России за лучшее произведение 2004 года (за книгу «Сим победиши!»)
- 2005 — награждён знаком «Почётный меценат и благотворитель. За благородство помыслов и идей», учреждённым общественным движением «Добрые люди»
- 2007 — получил диплом Всероссийской литературной премии «Александр Невский»
- 2008 — награждён медалью им. Н. А. Ильина «За развитие русской мысли» общероссийского общественного движения «Россия православная»
- 2011 — «Золотой витязь» за вклад в развитие отечественной словесности и единство славянских народов
- 2014 — награждён Дипломом и Почётным знаком Общероссийского Общественного движения «За сбережение народа»[24]
- 2016 — лауреат премии «Золотой Дельвиг» за книгу стихотворений «Чёлн для двоих» и верность традициям корневого русского поэтического слова[25]
- 2021 — лауреат премии «Прохоровское поле» за драму «Курчатов», посвященную исследованию отечественной истории
- 2023 — Медаль «За труды в культуре и искусстве» (24 мая 2023 года) — за вклад в развитие отечественной культуры и искусства, многолетнюю плодотворную деятельность[26]